# 아메리칸 뮤직 클럽
아메리칸 뮤직 클럽(American Music Club)은 미국 샌프란시스코 지역에서 마크 에이첼을 중심으로 활동했던 인디록 밴드다. 1983년 결성되어 7개의 앨범을 내고 1995년 해산했다가 2003년 재결성하여 두 개의 앨범을 더 발표했다.

## 역사
미국 캘리포니아 태생의 마크 에이첼은 청소년기를 일본 오키나와, 대만, 영국 사우스햄튼, 미국 오하이오에서 지내다가 1981년 샌프란시스코로 돌아왔다. 잠시 동안 카우보이스(The Cowboys)(싱글 "Supermarket"/"Teenage Life" 발매)와 네이키드 스키니스에서 밴드 활동을 하다가 1983년 샌프란시스코에서 기타리스트 스캇 알렉산더, 드러머 그렉 본넬, 베이스 브래드 존슨과 함께 아메리칸 뮤직 클럽을 결성했다. 이후 멤버들이 많이 교체되다가 기타에 부디(마크 패클러), 베이스에 대니 피어슨, 키보드에 브래드 존슨, 드럼에 맷 노렐리로 수 년간 함께 활동하게 된다. 에이첼은 늘 밴드의 중심으로 보컬을 맡았고 가사를 쓰고 곡의 주제를 만들었다.
1985년 그리핀 레코드사를 통해 발매된 데뷔 앨범 <The Restless Stranger>는 최초의 슬로우코어 앨범으로 여겨지고 있으며 이후 아메리칸 뮤직 클럽은 슬로우코어의 개척자로 초기 포스트 록에까지 영향을 끼치게 된다. 이어진 1987년의 두 번째 앨범 <Engine>에서는 음반 제작자인 톰 말론이 정식 멤버로 참여했다.
아메리칸 뮤직 클럽은 1988년에 출시한 <California>로 유럽에서 광적인 팬층을 확보하게 된다. 이듬해인 1989년 영국에서만 발매된 앨범 <United Kingdom>에는 샌프란시스코 유타 호텔에서 라이브로 녹음한 곡들을 비롯하여 새로운 곡들이 포함되었다. 이 두 앨범에 대해 이안 카나딘은 "록: 대략적 안내서"란 그의 책에서 "아메리칸 뮤직 클럽의 명백한 대작"이라고 평했다.
1991년 아메이칸 뮤직 클럽은 앨범 <Everclear>를 발매하였는데 이전 앨범들 보다 "더 잘 다듬어지고 대중적"이라는 평을 들었으며 데이빗 스프라그는 "트라우저 프레스"에 "밴드의 뜻에 거스른 겉만 번드르르한 앨범"이라고 쓴 반면 올뮤직의 평론가인 제이슨 앵크니는 대작이라고 평했다. 비평가들의 긍정적 찬사에 몇몇 주요 음반사에서 관심을 가지기도 했다. 롤링스톤지는 1991년 <Everclear>를 이 해의 앨범으로, 또 마크 에이첼을 이 해의 작곡가로 선정했다. 에이첼, 부디, 피어슨, 그리고 여러 악기를 다루는 브루스 카판과 드러머 팀 무니를 영입한 아메리칸 뮤직 클럽은 미국에서 리프라이즈 레코드사와, 그 외 지역에서는 버진 레코드사와 계약을 체결했다.
아메리칸 뮤직 클럽은 1993년 레드 핫 단체에서 제작한 에이즈 자선 앨범 <No Alternative>에 "All Your Jeans Were Too Tight"란 곡으로 참여했다. 같은 해 미첼 프룸이 제작자로 참여한 앨범 <Mercury>는 긍정적인 평가들에도 불구하고 영국 앨범 차트 41위까지 밖에 오르지 못했고 라디오와 TV에서도 방송량이 많지 않았다. 1994년 고백적인 곡들인 "Fearless"나 "The Thorn in My Side Is Gone" 같은 노래들과 더불어 좀 더 대중적인 "Wish the World Away" 등으로 균형을 맞춘 앨범 <San Francisco>를 발매했다.
아메리칸 뮤직 클럽은 1995년 해산되었는데 에이첼은 이미 자신의 라이브 앨범과 EP를 사이드 프로젝트로 발매하며 솔로로 활동하고 있었다. 부디는 이후 로스엔젤레스에서 버스 운전사로 일하면서 클로비스 데 라 플로레트(Clovis de la Floret)라는 밴드를 조직하여 활동했다.
이후 2003년 에이첼은 피어슨과 무니와 재결합하였고 이후 부디와 키보드 연주자인 마크 카펠로가 합세하면서 2004년 새로운 앨범 <Love Songs for Patriots>를 발표했다. 올뮤직의 평론가인 마크 데밍은 "1994년 앨범 <San Francisco>보다 더 강하고 일관성있는 음악을 보여준다. 이것이 새로운 시작인지 아니면 마지막 일갈이었는지는 아직은 불분명하지만 그들의 음악이 의미있는 성과를 낼 수 있다는 것을 확인시켜 주었다. 에이첼과 부디가 이런 음악들을 더 만들어 내리라는 희망을 가져 본다"라고 했다.
2004년 11월 10일 피츠버그에서의 공연은 2005년 1월 1일에 라이브 CD "A Toast To You"로 발매되었다. 당시 멤버는 에이첼과 부디, 피어슨, 무니, 그리고 키보드에 제이슨 보거였다.
2007년 6월 20일, 이들은 밴드의 본거지를 로스엔젤레스로 이동하면서 새로운 라인업을 발표했다. 에이첼과 부디는 계속 활동하는 반면 무니와 피어슨은 샌프란시스코에 남았다. 이들 대신 락스(Larks)라는 밴드로부터 숀 호프만(베이스)과 스티브 디덜롯(드럼)이 새로이 합류했고 2008년 2월 4일 영국에서 쿠킹 바이널 음반사를 통해 새로운 앨범 <The Golden Age>를 출시했고 미국에서는 머지 레코드에서 같은 해 2월 19일에 발매되었다.
그리고 밴드는 2010년에 다시 해산했다.
팀 무니는 2012년 6월 혈전으로 인해 사망했다. 당시 53세였다.
톰 말론은 뇌종양으로 오랜 세월 투병하다가 2014년 1월 9일에 사망했다. 당시 57세였다.

## 음반 목록

### 앨범

#### 정규
| 제목                    | 발매일      | 레이블         | 영국 앨범 차트 |
| ----------------------- | ----------- | -------------- | -------------- |
| The Restless Stranger   | 1985년      | Grifter        |                |
| Engine                  | 1987년 10월 | Grifter/Zippo  |                |
| California              | 1988년 10월 | Demon/Frontier |                |
| United Kingdom          | 1989년 10월 | Demon          |                |
| Everclear               | 1991년 10월 | Alias          |                |
| Mercury                 | 1993년 3월  | Virgin         | 41             |
| San Francisco           | 1994년 9월  | Reprise        | 72             |
| Love Songs for Patriots | 2004년 9월  | Merge          | 99             |
| The Golden Age          | 2008년 2월  | Cooking Vinyl  |                |

#### 라이브
- A Toast To You – Live in Pittsburgh, PA, November 10, 2004 (2005년 1월), Undertow

#### 모음집
| 제목                                | 발매일 | 레이블   | 기타                  |
| ----------------------------------- | ------ | -------- | --------------------- |
| Over And Done                       | 1993년 | Reprise  | 홍보용                |
| New Recordings, Demos & Rough Mixes | 2003년 | Undertow | 홍보용                |
| 1984–1985                           | 2005년 |          |                       |
| The Mercury Band Demos April 1992   | 2008년 |          |                       |
| The Everclear Rehearsals Late 1990  | 2008년 |          |                       |
| Atwater Afternoon                   | 2008년 | Undertow | The Golden Age 홍보용 |

### 싱글/EP
| 제목                                            | 발매일 | 레이블        | 기타             | 영국 싱글 차트 |
| ----------------------------------------------- | ------ | ------------- | ---------------- | -------------- |
| Rise                                            | 1991년 | Alias         |                  |                |
| Why Won't You Stay                              | 1991년 | Alias         |                  |                |
| Johnny Mathis' Feet                             | 1993년 | Virgin        |                  | 58             |
| Johnny Mathis' Feet Plus Live Tracks            | 1993년 | Reprise       | Promotional only |                |
| Soil X Samples 12                               | 1993년 | Reprise       | Promotional only |                |
| Keep Me Around                                  | 1993년 | Virgin        |                  |                |
| Over and Done                                   | 1993년 | Reprise       | 홍보용           |                |
| Wish the World Away                             | 1994년 | Virgin        |                  | 46             |
| Can You Help Me                                 | 1994년 | Virgin        |                  | 91             |
| I'll Be Gone                                    | 1994년 | Reprise       | 홍보용           |                |
| Hello Amsterdam                                 | 1995년 | Reprise       |                  |                |
| Home                                            | 2004년 | Cooking Vinyl | 홍보용           |                |
| Another Morning                                 | 2004년 | Cooking Vinyl | 홍보용           |                |
| Ladies & Gentlemen                              | 2004년 | Cooking Vinyl | 홍보용           |                |
| Decibels and the Little Pills                   | 2007년 | Cooking Vinyl | 홍보용           |                |
| All The Lost Souls Welcome You To San Francisco | 2008년 | Cooking Vinyl |                  |                |